# جيم فلمنج (لاعب كرة قدم)
جيم فلمنج (بالإنجليزية: Jim Fleming)‏ هو لاعب كرة قدم بريطاني في مركز نصف الجناح، ولد في 7 يناير 1942 في Alloa ‏ في المملكة المتحدة. لعب مع دونفرملين أثلتيك ونادي بارتيك ثيسل ونادي لوتون تاون وهارت أوف ميدلوثيان وويغان أتلتيك.